# Опочна (приток Вяды)
Опочна — река в России, протекает по Палкинскому району Псковской области. Устье реки находится в 24 км от устья Веды по левому берегу, в деревне Родовое. Длина реки составляет 27 км, площадь водосборного бассейна — 153 км².

## Данные водного реестра
По данным государственного водного реестра России относится к Балтийскому бассейновому округу, водохозяйственный участок реки — Великая. Относится к речному бассейну реки Нарва (российская часть бассейна).
Код объекта в государственном водном реестре — 01030000212102000028884.